# Bernard Lee
Bernard Lee (* 10. Januar 1908 in London; † 16. Januar 1981 ebenda) war ein britischer Schauspieler, der durch seine Rolle als „M“ in den James-Bond-Filmen Popularität erlangte. Bis zu seinem Tod spielte Lee in allen Bond-Filmen den Vorgesetzten des Geheimagenten und wurde, obwohl er auch in anderen Filmen auftrat, vom Publikum nahezu ausschließlich mit dieser Rolle identifiziert.

## Leben und Werk
Lee begann als Obstverkäufer in Southampton und wollte ursprünglich Fußballspieler werden. Seinen ersten Bühnenauftritt hatte er 1914 an der Seite seines Vaters in einem kleinen Sketch an der Oxford Music Hall in London. Der Vater animierte ihn, Schauspieler zu werden, und so stellte sich Lee an der Royal Academy of Dramatic Art in London vor, wo er angenommen wurde. Er spielte zunächst Theater und wirkte ab 1935 in über 100 Filmen mit, so 1949 auch in Der dritte Mann von Carol Reed und 1965 in Der Spion, der aus der Kälte kam.
In den Bond-Filmen verkörperte Bernard Lee den stets etwas mürrischen Chef der sogenannten Doppel-Null-Abteilung und unmittelbaren Vorgesetzten von James Bond, den er in seinem holzgetäfelten Büro mit dem neuen Auftrag vertraut machte. Die Rolle des „M“ füllte er elf Mal aus, von Dr. No im Jahr 1962 bis zu Moonraker – Streng geheim im Jahr 1979. Neben Lois Maxwell in der Rolle der Miss Moneypenny war Lee der einzige Darsteller, der in allen Bond-Filmen der 1960er und 1970er Jahre zu sehen war. Lee sollte die Rolle des M auch 1981 in In tödlicher Mission übernehmen, verstarb dann aber am 16. Januar 1981. Nach Lees Tod war es den Produzenten nicht möglich, einen adäquaten Ersatz für den Darsteller zu finden, weshalb der Geheimdienstchef in In tödlicher Mission nicht in Erscheinung trat (mit der Begründung, M sei im Urlaub). Ab 1983, beginnend mit „Octopussy“, wurde „M“ von Robert Brown verkörpert, und ab dem Bond-Film GoldenEye 1995 von Judi Dench. Nach dem Filmtod von Dench in Skyfall übernahm Ralph Fiennes die Rolle des „M“.
Bernard Lee sagte über seine Rolle: „Einerseits hat mich M andere Rollen gekostet, weil ich so festgelegt wurde, andererseits war es gut, immer zu tun zu haben. Sogar in Venedig oder Rom wurde ich von Touristen erkannt und um ein gemeinsames Foto gebeten.“ Einen James-Bond-Roman hat er allerdings nie gelesen. Bond-Darsteller Sean Connery äußerte sich dahingehend über Lee: „Er hatte ein wettergegerbtes Äußeres und ein weiches Herz. Er war ein feiner Schauspieler und Gentleman, ein bisschen so wie der mürrische M, den er spielte.“

## Privates
Bernard Lee war in erster Ehe von 1934 bis 1972 mit der Schauspielerin Gladys Merredew verheiratet, mit der er eine Tochter hatte. Merredew kam am 30. Januar 1972 im Alter von 67 Jahren bei einem Brand in ihrem Ferienhaus ums Leben. In zweiter Ehe war Lee von 1975 bis zu seinem Tod mit Ursula McHale (1925–2000) verheiratet.
Bernard Lee starb am 16. Januar 1981 nur wenige Tage nach seinem 73. Geburtstag an Magenkrebs, welcher erst zwei Monate zuvor bei ihm diagnostiziert worden war. Lee wurde feuerbestattet und seine Asche an einem unbekannten Ort verstreut.
Sein Enkel ist der Schauspieler Jonny Lee Miller.

## Synchronisation
In den ersten beiden Bond-Filmen Dr. No und Liebesgrüße aus Moskau sowie in Man lebt nur zweimal von 1967 wurde „M“ von Clark Gables deutscher Stimme, dem Schauspieler Siegfried Schürenberg, gesprochen. Von Goldfinger bis zu Diamantenfieber übernahm Konrad Wagner diese Aufgabe. Ab Der Mann mit dem goldenen Colt und weit über Lees Tod hinaus bis zu Lizenz zum Töten mit Robert Brown als MI6-Chef übernahm Wolf Ackva die Synchronisation.

## Filmografie (Auswahl)
- 1934: The Double Event
- 1936: Rhodes of Africa
- 1937: The Black Tulip
- 1939: The Frozen Limits
- 1948: Kleines Herz in Not (The Fallen Idol)
- 1948: Quartett (Quartet)
- 1949: Der dritte Mann (The Third Man)
- 1950: Ferien wie noch nie (Last Holiday)
- 1950: Frau im Netz (Cage of Gold)
- 1953: Schach dem Teufel (Beat the Devil)
- 1954: Die seltsamen Wege des Pater Brown (Father Brown)
- 1954: Flammen über Fernost (The Purple Plain)
- 1956: Der spanische Gärtner (The Spanish Gardener)
- 1956: Panzerschiff Graf Spee (The Battle of the River Plate)
- 1957: Die Brücke der Vergeltung (Across the Bridge)
- 1957: Spiel mit dem Feuer (Fire Down Below)
- 1958: Dünkirchen (Dunkirk)
- 1958: Nowhere To Go
- 1958: Der Schlüssel (The Key)
- 1959: Hinter diesen Mauern (Beyond This Place)
- 1960: Clue of the Twisted Candle
- 1960: Zone des Schweigens (Cone of Silence)
- 1960: Zorniges Schweigen (The Angry Silence)
- 1960: Entführt – Die Abenteuer des David Balfour (Kidnapped)
- 1961: In den Wind gepfiffen (Whistle Down the Wind)
- 1961: Partners in Crime
- 1961: Clue of the Silver Key
- 1962: Das indiskrete Zimmer (The L-Shaped Room)
- 1962: Ein Toter sucht seinen Mörder (The Brain)
- 1962: James Bond – 007 jagt Dr. No (Dr. No)
- 1963: James Bond 007 – Liebesgrüße aus Moskau (From Russia with Love)
- 1964: Ein gewisser Mr. Maddox (Who Was Maddox?)
- 1964: Ring of Spies
- 1964: James Bond 007 – Goldfinger (Goldfinger)
- 1965: Die Todeskarten des Dr. Schreck (Dr. Terror’s House of Horrors)
- 1965: James Bond 007 – Feuerball (Thunderball)
- 1966: Der Baron (The Baron, Fernsehserie, 2 Folgen)
- 1965: Der Spion, der aus der Kälte kam (The Spy Who Came in from the Cold)
- 1967: James Bond 007 – Man lebt nur zweimal (You Only Live Twice)
- 1967: Der Mann mit dem Koffer (Man in a Suitcase) (Fernsehserie, 1 Folge)
- 1967: Operation „Kleiner Bruder“ (O. K. Connery)
- 1969: Tödlicher Salut (Crossplot)
- 1969: James Bond 007 – Im Geheimdienst Ihrer Majestät (On Her Majesty’s Secret Service)
- 1971: Die 2 – Das doppelte Lordchen (The Persuaders!; Fernsehserie) (1 Folge)
- 1971: James Bond 007 – Diamantenfieber (Diamonds Are Forever)
- 1973: James Bond 007 – Leben und sterben lassen (Live and Let Die)
- 1974: James Bond 007 – Der Mann mit dem goldenen Colt (The Man with the Golden Gun)
- 1975: Schöne Küsse aus Fernost (Bons baisers de Hong Kong)
- 1977: James Bond 007 – Der Spion, der mich liebte (The Spy Who Loved Me)
- 1979: James Bond 007 – Moonraker – Streng geheim (Moonraker)
- 1981: Dangerous Davies – The Last Detective